# Kap Juby

Kap Juby und der „Tarfaya-Streifen“ zwischen Marokko und der West-Sahara

Kap Juby (spanisch Cabo Juby) ist ein Kap an der südlichen Küste Marokkos, nicht weit von der Grenze zu den wüstenartigen Gebieten der Westsahara, östlich der Kanarischen Inseln. Von 1916 bis 1958 bildeten das Kap und sein ungefähr 30.000 km² großes Hinterland den südlichen Teil des Protektorats Spanisch-Marokko. Nach dem Hauptort Tarfaya wurde es auch als „Tarfaya-Streifen“ bezeichnet.

## Bevölkerung
Der gesamte Tarfaya-Streifen hatte um 1950 ca. 10.000 Einwohner, von denen etwa die Hälfte nomadisch oder halbnomadisch lebten.

## Geschichte
Am 1. März 1799 unterzeichnete der marokkanische Sultan Slimane ben Mohammed eine Vereinbarung mit dem spanischen König Karl IV., aus der hervorging, dass das Gebiet um das Kap Juby nicht Teil seines Herrschaftsgebietes war.
Ein Brite namens Donald Mackenzie gründete eine Niederlassung, 1884 folgte ein marokkanischer Angriff. Die britische North West Africa Company kaufte den Handelsposten, den sie Port Victoria nannte. 1888 gab es einen weiteren marokkanischen Angriff auf den Posten. 1895 wurden Port Victoria und die Company an den Sultan von Marokko verkauft. Er bezahlte 50.000 Pfund, dies entsprach 1.250.000 Gold-Francs.

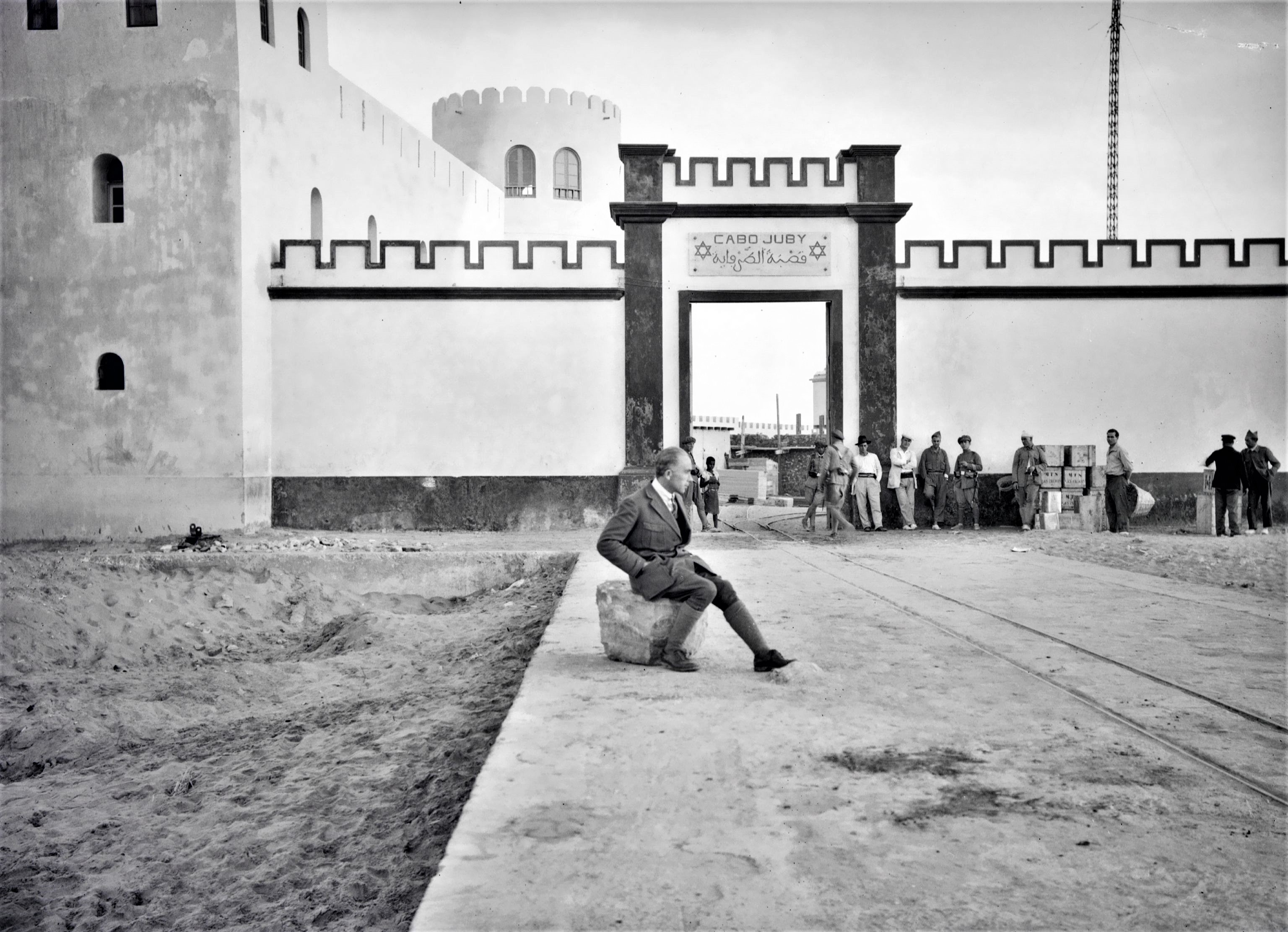
Walter Mittelholzer in Cabo Juby (1930)

Am 27. November 1912 unterzeichneten Spanien und Frankreich, welches die Angelegenheiten Marokkos vertrat, eine Vereinbarung über territoriale Zugeständnisse im Süden Marokkos. Am 29. Juli 1916 wurde das Kap besetzt und wurde Teil von Spanisch-Sahara. Die Operation leitete Francisco Bens, ein Militär- und Verwaltungsbeamter in spanischen Diensten.
Nach Erlangung der Unabhängigkeit (1956) verlangte Marokko die Rückgabe der durch Spanien kontrollierten Gebiete. Nach einigem Widerstand und Kämpfen 1957 wurde das Kap Juby 1958 an Marokko abgetreten.

## Sonstiges
- Im Jahr 1926 wurde Antoine de Saint-Exupéry Leiter des Wüstenflugplatzes Kap Juby, eines Stützpunkts der Aéropostale, die seinerzeit eine Luftpostlinie zwischen Toulouse, Dakar und Südamerika aufbaute.

## Briefmarken

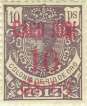
Briefmarke (1916)

Spanien gab eine große Anzahl Briefmarken mit Stempelaufdruck für das Kap Juby heraus. Die ersten von 1916 waren Nachporto mit der Aufschrift CABO JUBI auf Marken von Río de Oro. Später lauteten die Aufdrucke „Cabo Juby“ in verschiedenen Formen auf spanischen Marken von 1919 bis 1929, anschließend auf Marken von Spanisch-Marokko. Ausgaben mit Aufdrucken auf ihnen wurden in den Jahren 1934, 1935, 1937, 1938, 1939, 1940, 1942, 1944, 1946 und 1948 herausgegeben.